# 컴플라이언스 (영화)
컴플라이언스(Compliance)는 2012년 공개된 미국의 영화이다.

## 배역
- 앤 다우드 - 샌드라 역
- 드리마 워커 - 베키 역
- 팻 힐리 - 직원 대니얼스 역
- 빌 캠프 - 밴 역
- 필립 에팅어 - 케빈 역
- 제임스 매캐프리 - 닐스 형사 역
- 애슐리 앳킨슨 - 마티 역

## 같이 보기
- 스탠퍼드 감옥 실험
- 동조실험
- 밀그램 실험